# Liebknechtbrücke
Die Liebknechtbrücke (auch Karl-Liebknecht-Brücke, bis 1889 Kavalierbrücke, bis 1949 Kaiser-Wilhelm-Brücke) über die Spree im Berliner Ortsteil Mitte verbindet den Lustgarten mit der Karl-Liebknecht-Straße. Entstanden im späten 17. Jahrhundert, wurde sie im Laufe der Geschichte mehrmals erneuert. Die heutige Brücke wurde in den Jahren 1949–1950 erbaut.

## Geschichte

### Kavalierbrücke

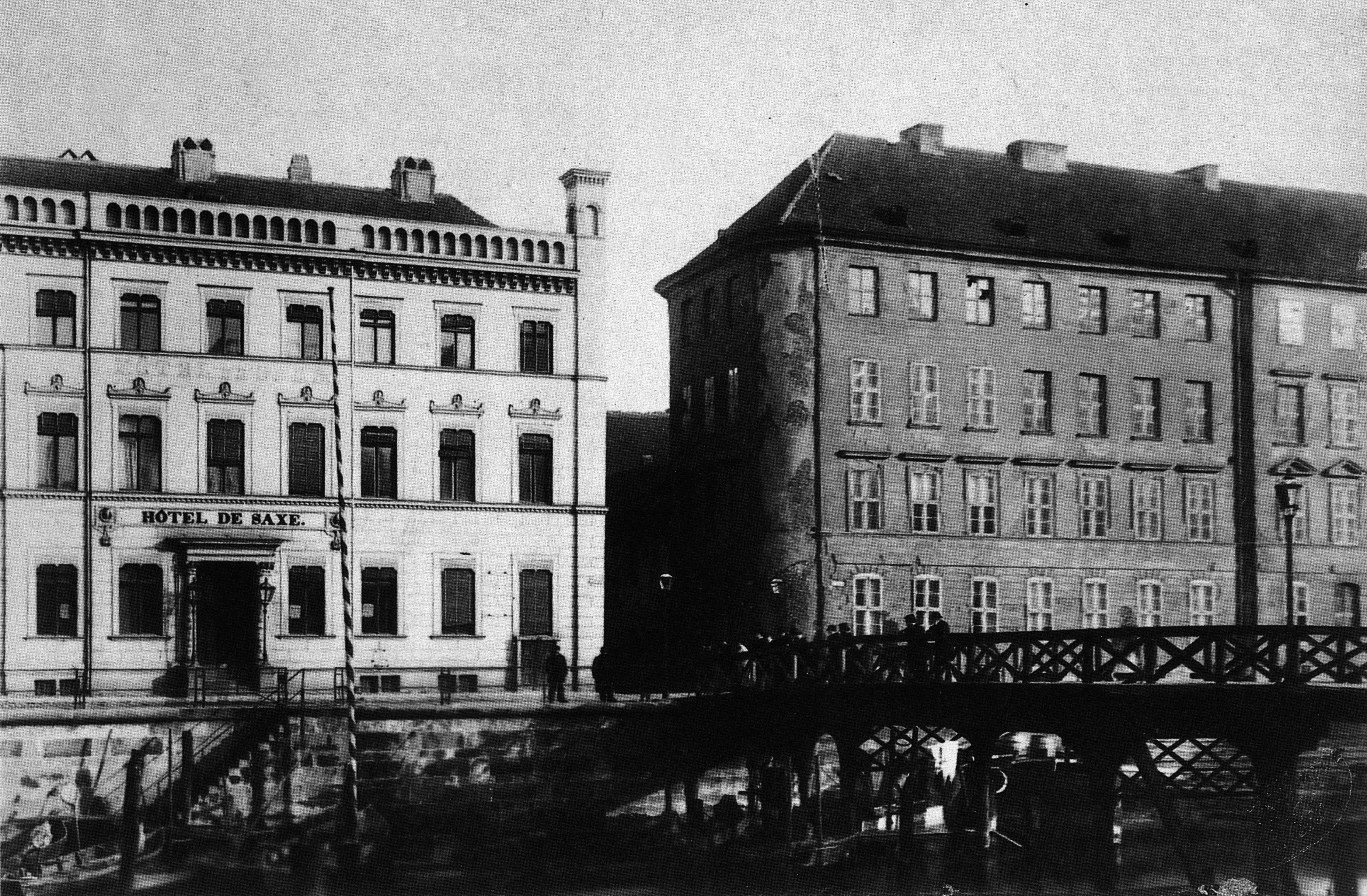
Ansicht der Kavalierbrücke von Westen, dahinter das Heilige-Geist-Viertel, 1875

Die erste feste Spreequerung an der Stelle der heutigen Brücke wurde am Ende des 17. Jahrhunderts als hölzerne Fußgängerbrücke errichtet. Sie verband den Lustgarten mit der Kleinen Burgstraße auf Alt-Köllner Gebiet und wurde zuerst Burgbrücke genannt. Die Holzkonstruktion erhielt nach Fertigstellung des Kavalierhauses am Schloss den Namen Kavalierbrücke. Nach einem überlieferten zeitgenössischen Bericht stürzte diese Brücke 1709 durch großen Menschenandrang ein und riss 40 Menschen mit in den Tod. Nach einer notdürftigen Reparatur wurden die Brückenteile 1771 abgerissen und sämtlicher Verkehr erfolgte über die benachbarte Friedrichsbrücke oder die Rathausbrücke.
Der Zimmermeister Steinmeyer hatte sich zunächst 1825 verpflichtet, auf eigene Kosten eine neue Brücke zu errichten, wenn ihm für 40 Jahre die Erhebung eines Brückenzolls gestattet würde. Nachdem seine Mittel für den Bau nicht ausreichten, gründete er eine Aktiengesellschaft mit einem Kapital von 25.000 Talern, deren Statut am 21. August 1830 von König Friedrich Wilhelm III. genehmigt wurde. Die neue Kavalierbrücke wurde aus gusseisernen Säulen mit einem Überbau aus Holz errichtet und 1832 fertiggestellt. Sie war 130 Fuß (50 Meter) lang, vier Meter breit und überspannte den Fluss in einem flachen Bogen. Zahlreiche zaunartige Segmente bildeten das Geländer. Fußgänger konnten nun die Spree wieder überqueren, sie mussten jedoch einen „Sechser“ als Brückenzoll entrichten, weswegen sie auch „Sechserbrücke“ genannt wurde. Für den Bau des Berliner Doms wurde der westliche Teil dieser Brücke 1845 abgebrochen und durch eine schräg angesetzte Holzkonstruktion wieder begehbar gemacht.

### Kaiser-Wilhelm-Brücke

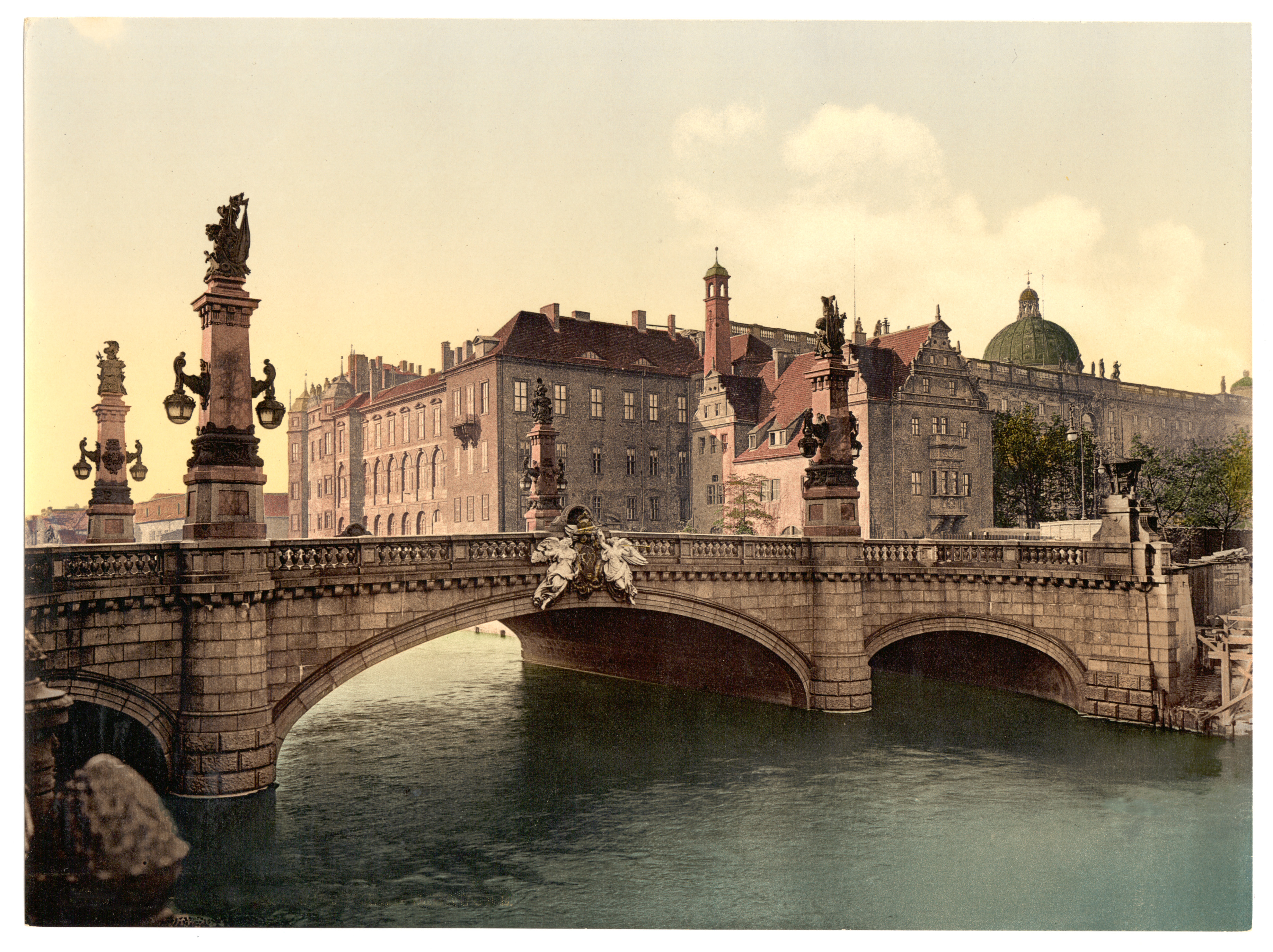
Ansicht der Kaiser-Wilhelm-Brücke von Norden, dahinter das Schloss, um 1900

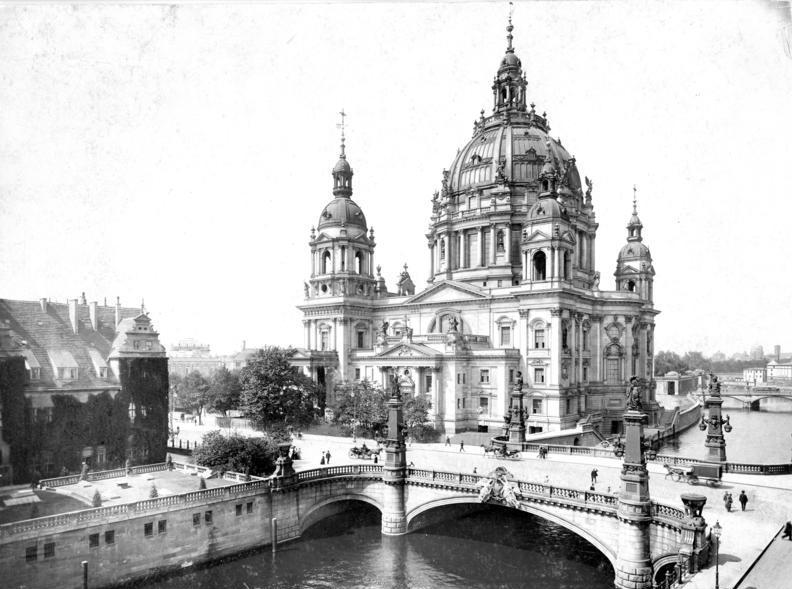
Ansicht von Osten, dahinter der Dom, um 1900

Vierzig Jahre lang stand die Brücke so, bis Kaiser Wilhelm I. 1884 der Stadt Berlin den Bau einer Prachtbrücke an dieser Stelle genehmigte. Die Brücke war für die Verbindung der durch Alt-Berlin gelegten repräsentativen und 26 Meter breiten Kaiser-Wilhelm-Straße zwischen Lustgarten und Spandauer Straße unerlässlich. Im Februar 1886 begannen die Bauarbeiten für die Kaiser-Wilhelm-Brücke, für die als Baumaterial Granit und als Schmuckelemente Marmor und Kupfer ausgewählt wurden. Wegen finanzieller und bautechnischer Probleme (frühere Fundamente des Domes mussten beseitigt werden) zog sich die Fertigstellung bis zum Herbst 1889 hin. Drei Steingewölbe überspannten die Spree, an der Stirnseite des mittleren Bogens bildeten beidseitige figürliche Darstellungen die Allegorien Krieg und Frieden, die aus der Werkstatt von Eduard Lürssen stammten. Auf die Brückenobelisken kamen Bronzefiguren und an die Postamente vier 1,75 Meter hohe bronzene Bärenköpfe. Da die Kutschen mit ihren großen schweren Rädern eine Lärmbelästigung für die Schlossbewohner darstellten, erhielt die Brückenfahrbahn eine Holzpflasterung.
In der Zeit des Nationalsozialismus führten die Stadtplanungen für die Welthauptstadt Germania ab März 1939 zu einem Abriss der Kaiser-Wilhelm-Brücke. Deren Breite entsprach nicht mehr den Ausbauplanungen für eine breite Ost-West-Verbindung durch Berlins Mitte. Wegen knapper Transportkapazitäten, vielleicht auch wegen fehlender männlicher Fachkräfte und anderer Prioritätensetzung, konnte der Abbruch nicht vollständig beendet werden. Die Bronzereliefs mit Bärendarstellung an den Obelisken, weitere Schmuckreliefs und die Skulpturen auf den Brückenpfeilern wurden zum Zwecke des Einschmelzens („Metallspende des deutschen Volkes“) abgenommen und kamen an eine Schmelzhütte in Gießen. Dortige Arbeiter verweigerten die Vernichtung, sodass die meisten Bronzefiguren vorerst in ein Lager kamen. Als die Schmelzhütte 1945 ihre Arbeit einstellen musste, verkauften die Besitzer die eingelagerten Materialien. Die Bären kamen auf diese Weise in die USA. Bis 1944 ermöglichte eine hölzerne Behelfsbrücke den Fußgängerverkehr, schließlich erfolgte durch deutsche Truppen im Frühjahr 1945 eine Sprengung aller Brückenteile.

## Heutige Brücke

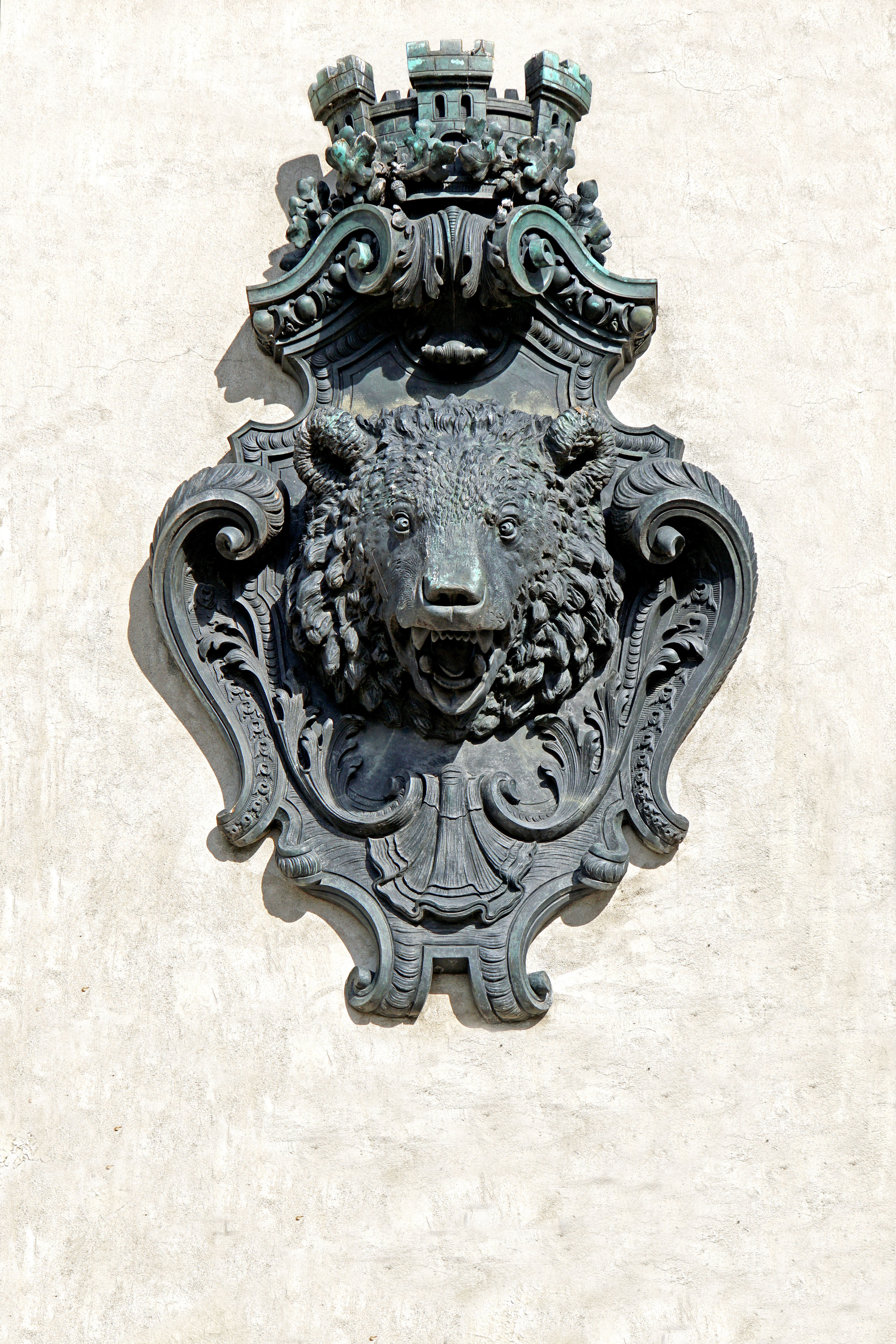
Historischer Bronzebär

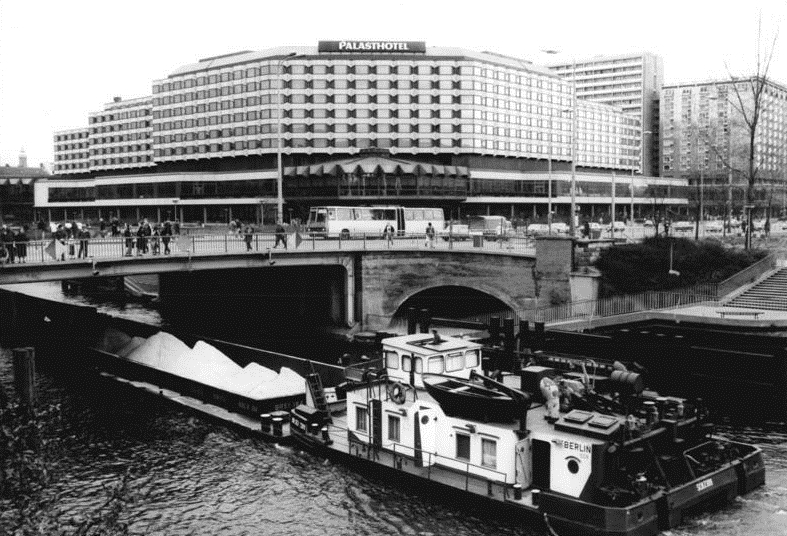
Ansicht der Liebknechtbrücke von Süden, dahinter das Palasthotel, 1985

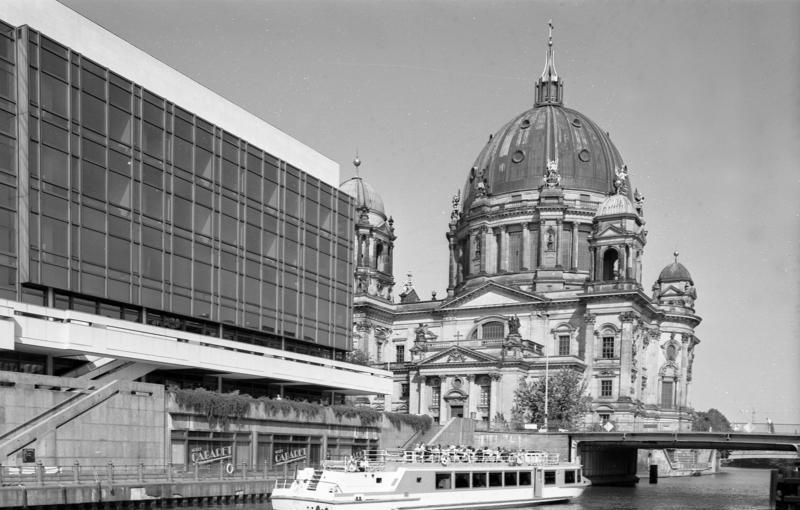
Ansicht von Osten, links der Palast der Republik, 1991

Nach dem Ende der Schlacht um Berlin und der Besetzung der Stadt durch die Rote Armee ließ die sowjetische Militäradministration wieder eine Holzbrücke für Fußgänger aufstellen. Der Neubau einer festen Brücke als Ost-West-Straßenverbindung begann 1949. Als Stützkonstruktion ließen sich die beiden steinernen Randgewölbe wieder herrichten, das größere Mittelsegment wurde als rechteckige Stahlrahmenkonstruktion ausgeführt. Die Ingenieure und Bauarbeiter schufen in Rekordbauzeit von neun Monaten ein Bauwerk in den Formen der Kaiser-Wilhelm-Brücke allerdings ohne preußische Emblematik und aus zeitgenössischen Baumaterialien. Die neue Spreequerung erhielt zu Ehren von Karl Liebknecht den Namen Liebknechtbrücke bzw. Karl-Liebknecht-Brücke. Liebknecht, der in der Nähe eine Rechtsanwaltspraxis besessen hatte, überquerte am 9. November 1918 die Brücke auf dem Weg zum Stadtschloss, wo er die Freie Sozialistische Republik Deutschland ausrief. Der Bau des Palastes der Republik anstelle des gesprengten und abgetragenen Schlosses erforderte 1975 eine Verstärkung und Nivellierung der Brückenoberfläche, wofür eine Stahlbetonplatte untergesetzt wurde. Durch das nördliche steinerne Gewölbe verläuft ein nach der Fertigstellung des Palastes der Republik neu angelegter Uferweg, der Anfang der 2000er-Jahre beim Bau des DomAquarée bis zur Friedrichsbrücke verlängert wurde.
Nach der politischen Wende erfuhr der Senat von der Existenz der historischen Brückenbären und konnte eine Rückführung nach Berlin vereinbaren. Gleichzeitig wurde die Liebknechtbrücke mit Mitteln der Stadtverwaltung saniert. Diese Arbeiten erfolgten im Zeitraum 1995 bis 2000 bei fließendem Verkehr und sichern die weitere Nutzung des Bauwerks. Im Jahr 1997 wurden die historischen Bronzebären der früheren Kaiser-Wilhelm-Brücke an den Brückenpfeilern der Liebknechtbrücke angebracht und in einem feierlichen Akt durch den damaligen amerikanischen Botschafter John Kornblum und den Regierenden Bürgermeister Eberhard Diepgen enthüllt. In Gießen fanden sich im Jahr 2010 drei weitere Original-Bronzereliefs der Kaiser-Wilhelm-Brücke, der Senat bekam sie inzwischen zurück. Sie sollen nach Restaurierung auch bald die Liebknechtbrücke schmücken.
Die Brücke liegt auf der Trasse der Bundesstraßen B 2 und B 5. Im Bereich des Historischen Mitte Berlins ist die Liebknechtbrücke Bestandteil einer der wichtigsten Verkehrsmagistralen und daher entsprechend frequentiert. Zur Verkehrsentlastung des Schloßplatzes und auch der Liebknechtbrücke nach Fertigstellung des Schlossneubaus gibt es unter anderem einen Diskussionsvorschlag des ADAC, der die Verlegung der Hauptverkehrsstraße über die frühere Burgstraße und die Rathausbrücke vorsieht.
Inzwischen (Stand Februar 2025) ist die Replik des Schlosses als Humboldt-Forum schon einige Jahre fertiggestellt, eine Verlegung des Verkehrsweges ist jedoch nicht mehr aktuell.